# Gustavo Gutiérrez-Merino Díaz
Gustavo Gutiérrez-Merino Díaz   (Lima, 8 de juny de 1928 - Lima, 22 d'octubre de 2024) va ser un filòsof i teòleg peruà, un dels precursors de la Teologia de l'alliberament.

## Biografia
Nasqué el 8 de juny de 1928 a la ciutat de Lima, i va estudiar medicina i literatura a la Universitat del Perú. Posteriorment es traslladà a França on es doctorà en filosofia i psicologia per la Universitat Catòlica de Lió. Fou ordenat sacerdot el 1959 i fundà l'Institut Bartolomé de las Casas. Va desenvolupar el càrrec de professor a la Universitat Pontifícia del Perú i va viatjar a l'estranger per a fer conferències sobre la Teologia de l'alliberament. En els seus llibres va criticar durament el marc polític que ha perpetuat la pobresa a Sud-amèrica.
Per a Gutiérrez-Merino, el veritable alliberament implica treus graus d'implicació:
- L'alliberament polític i social, amb l'eliminació de les causes immediates de la pobresa i injustícia.
- L'alliberament humà, amb l'emancipació dels pobres, marginats i oprimits «de totes aquelles coses que limiten la seva llibertat i capacitat de desenvolupament en llibertat i dignitat».
- L'alliberament teològic, amb l'eliminació de l'egoisme i el pecat, i el restabliment de la relació amb Déu i amb l'ésser humà.

El 1984 una assemblea de bisbes peruans intentaren que el Vaticà condemnés Gutiérrez-Merino per les seves idees sobre la Teologia de l'alliberament, però finalment no aconseguiren el seu propòsit.
Fou guardonat amb el Premi Príncep d'Astúries de Comunicació i Humanitats l'any 2003, juntament amb Ryszard Kapuściński, per la seva «preocupació pels sectors més desafavorits i per la seva independència davant les pressions que han intentat tergiversar el seu missatge».